# SPATC1L
SPATC1L (англ. Spermatogenesis and centriole associated 1 like) – білок, який кодується однойменним геном, розташованим у людей на короткому плечі 21-ї хромосоми. Довжина поліпептидного ланцюга білка становить 340 амінокислот, а молекулярна маса — 37 613.
| 10         |  | 20         |  | 30         |  | 40         |  | 50         |
| ---------- |  | ---------- |  | ---------- |  | ---------- |  | ---------- |
| MAEGGELMSR |  | LLSENADLKK |  | QVRLLKENQM |  | LRRLLSQSCQ |  | EGGGHDLLPP |
| RAHAYPEAGS |  | PGSGVPDFGR |  | FTSVADTPSQ |  | LQTSSLEDLL |  | CSHAPLSSED |
| DTSPGCAAPS |  | QAPFKAFLSP |  | PEPHSHRGTD |  | RKLSPLLSPL |  | QDSLVDKTLL |
| EPREMVRPKK |  | VCFSESSLPT |  | GDRTRRSYYL |  | NEIQSFAGAE |  | KDARVVGEIA |
| FQLDRRILAY |  | VFPGVTRLYG |  | FTVANIPEKI |  | EQTSTKSLDG |  | SVDERKLREL |
| TQRYLALSAR |  | LEKLGYSRDV |  | HPAFSEFLIN |  | TYGILKQRPD |  | LRANPLHSSP |
| AALRKLVIDV |  | VPPKFLGDSL |  | LLLNCLCELS |  | KEDGKPLFAW |  |            |

A: Аланін

C: Цистеїн

D: Аспарагінова кислота

E: Глутамінова кислота

F: Фенілаланін

G: Гліцин

H: Гістидин

I: Ізолейцин

K: Лізин

L: Лейцин

M: Метіонін

N: Аспарагін

P: Пролін

Q: Глутамін

R: Аргінін

S: Серин

T: Треонін

V: Валін

W: Триптофан

Кодований геном білок за функцією належить до фосфопротеїнів. 
Задіяний у такому біологічному процесі, як альтернативний сплайсинг. 